# 大栗麻未
大栗 麻未（おおくり あさみ、1989年12月2日 - ）は、ジョイスタッフ所属のアナウンサー、元北海道放送アナウンサー。

## 人物・経歴
- 東京都世田谷区用賀出身。 日本大学第三中学・高等学校[1]、 日本大学商学部卒業[2]。2012年北海道放送入社。2017年3月退社し、同年4月よりジョイスタッフ所属のフリーアナウンサーになる。
- 身長164cm[2]。
- 目標とする人物は阿川佐和子[3][4]。
- 学生時代には、バスケットボール、ラクロスなどに取り組んだ[3][4]。
- 日本大学在学2年目に日本大学商学部のコンテスト「ミス日商コンテスト2009」で準グランプリに輝く[5]。
- 日本大学在学4年目には朝日ニュースターで放送された『ニュース解説 眼』に女子大学生進行アシスタントとして出演[6]。
- ビジネスマナーICB認定インストラクター、色彩検定2級、色彩技能パーソナルカラー検定モジュール1、パソコンMOS資格（Word・Excel）、漢字検定2級、秘書技能検定2級。
- 2023年12月25日、野球用グラブの職人でTwo Way Player株式会社代表取締役の男性と結婚。苗字の「栗」にちなんだクリスマス入籍で、初対面の10月22日からわずか2か月でのスピード入籍だった[7][8]。

## 過去の出演
テレビ
- ニュース解説 眼 - 在学中に出演
- 青春ふぁいたーず （2014年6月1日） - ナレーション
- Bravo！スポーツ
  - 日本ハムvs西武戦 （2014年8月24日） - 副音声解説に、水野善公アナウンサー、野球解説者大宮龍男と共演[9]。
  - 日本ハムvsオリックス戦 （2015年4月26日） - ベンチリポート、ヒーローインタビューデビュー[10]。
- ガッチャンコHBC （2014年6月6日 - 2017年3月17日） - 司会。2015年4月より未公開シーンを加えた動画が、『HBC女子アナ 裏ガッチャンコ』としてYouTubeで配信している[11]。
- 今日ドキッ! （2014年7月7日 - 2017年3月24日） - キャスター
- HBCニュース 平日昼前 - 日替わり担当
- 放送大学 “科学”からの招待状 “チバニアン”でジオロジー地層を見ると地球がわかる？ - 聞き手[12]

ラジオ
- 朝刊さくらい （2012年10月1日 - 2014年7月4日）
- 大栗麻未のクリック日大! （2012年10月3日 - 2013年3月27日）
- カーナビラジオ午後一番! （2013年2月22日） - ピンチヒッターとして出演[13]。
- HBCファイターズナイター （2015年6月26日） - ベンチリポーターとして登場。